# Сан-Фермин
Фестиваль Сан-Фермин (исп. Las Fiestas de San Fermín), Санферминес (Sanfermines) — фиеста в Памплоне (столице Наварры), которая проводится ежегодно уже больше восьми столетий и длится одну неделю — с 6 по 14 июля. Фиеста начинается в канун дня святого Фермина 6 июля в полдень, чупинасо (ракетой), пущенной с балкона муниципалитета — здания XVI в.
Раньше Сан-Фермин проходил 10 октября. Но позже устав от празднований под осенними дождями, народ решил перенести праздник на седьмой день седьмого месяца года каеф.
Хемингуэй, впервые попавший на Сан-Фермин в 1923 году, проникся атмосферой фестиваля и регулярно посещал его до 1959 года. Фиеста вдохновила Эрнеста Хемингуэя на создание повести «И восходит солнце». Этот факт популяризировали привлёк ежегодно в Памплону тысячи иностранных туристов. В наше время, по разным данным, каждый июль на фиесту в город приезжает от 1 до 3 млн человек.
Знаменит Сан-Фермин прежде всего благодаря энсьерро — бе́гу от 12 разъяренных быков. Более чем из 216 часов празднования собственно энсьерро длится примерно четверть часа. Все остальное время — круглосуточное веселье, ритуальные гуляния, карнавалы, шествия огромных кукол, костюмированные представления, выступление уличных артистов, коррида.
Во время знаменитого утреннего бега быков почти каждый год происходят тяжёлые несчастья, иногда человеческие жертвы (обычно — нетрезвые иностранцы).

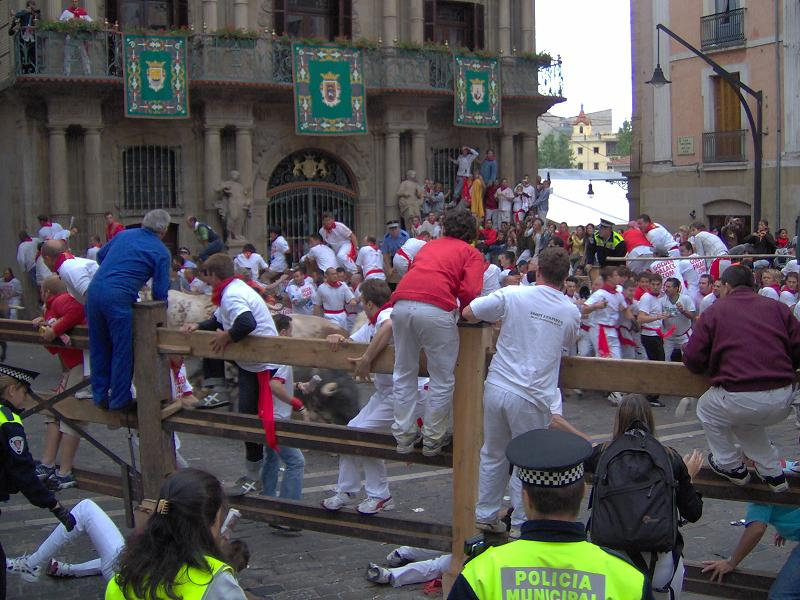
Энсьерро (бег от быка)
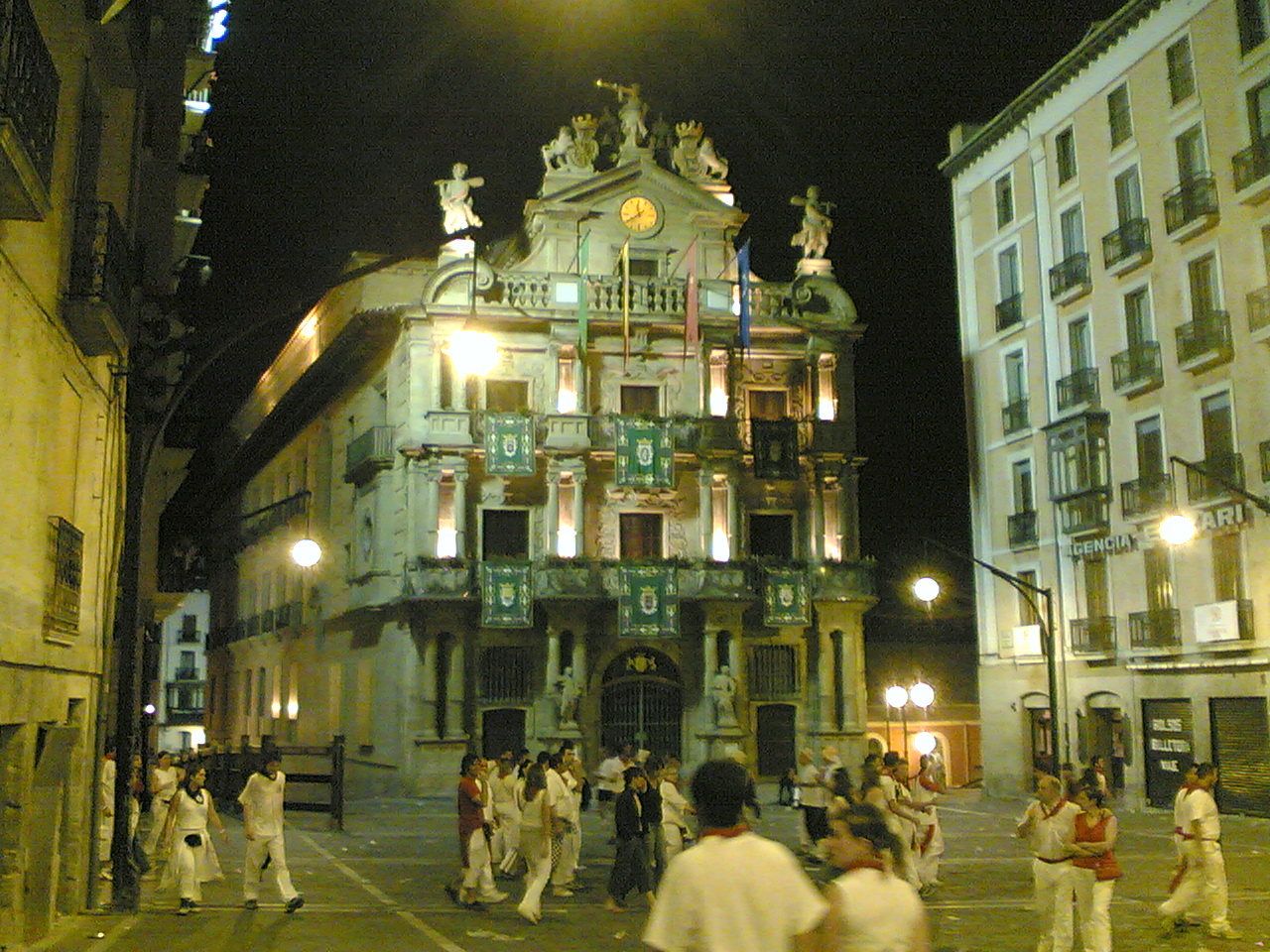
Санферминес